# Kulstof 14-datering
Kulstof 14-datering er en radiometrisk metode til datering ved hjælp af kulstoffet i organisk materiale ud fra oplysninger om den procentvise fordeling af kulstof-14-isotopen i forhold til andre kulstof-isotoper i materialet. Det gør det muligt at datere gamle rester og fossiler, der indeholder organisk stof, normalt trækul og knogler. Metoden blev udviklet i slutningen af 1940'erne af professoren Willard Frank Libby. Libby fik Nobelprisen i 1960 for denne påvisning. Metoden førte til en revolution inden for arkæologi. Teknologien er kun pålidelig for materialer, der har levet for mindre end ca. 60.000 år siden.

## Teoretisk grundlag
Grundstoffet carbon, der indgår i atmosfærens indhold af kuldioxid har to naturligt forekommende isotoper: kulstof-12 (12C), og kulstof-13 (13C). Desuden findes der en ustabil og radioaktiv isotop, kulstof-14 (14C). Kulstof-14 har en halveringstid på 5730 år, og ville for længst være forsvundet fra jorden, hvis der ikke skete en vedvarende dannelse af denne isotop i atmosfærens yderste lag ved kollisioner mellem kosmisk stråling og kvælstofatomer. Når kosmisk stråling kommer ind i atmosfæren sker der for det meste en omdannelse af dens energi, heriblandt produktionen af neutroner. Disse neutroner kan så efterfølgende indgå i en process med kvælstof:
n + 14N → 14C + 1H
Denne omdannelse er relativt almindelig, da kvælstof udgør tæt ved 80% af jordens atmosfære. Den største produktion af kulstof-14 sker i ca. 9 til 15 km  højde, og på større breddegrader, dvs. tættere ved polerne. På trods af det, er kulstof-14 spredt jævnt ud over hele atmosfæren, hvor der sker en omdannelse til kuldioxyd (CO2) ved reaktion med ilt. Under antagelse af at den kosmiske stråling er konstant over lange tidsperioder, dannes kulstof-14 i samme tempo som det nedbrydes ved radioaktivt henfald. CO2 findes også opløst i havvand. Såfremt denne antagelse er korrekt, vil forholdet mellem radioaktivt og stabilt kulstof altså være konstant i jordens atmosfære og i havvand: ca.0,000000001 promille (600 milliarder atomer pr. mol).
Levende planter omsætter luftens kuldioxid, og vil derfor have en tilsvarende procentvis fordeling af kulstofisotoper. Dyr og mennesker der lever af planter har et tilsvarende forhold mellem radioaktivt og stabilt kulstof. Men når de dør, slutter denne stadige "fornyelse" af de ustabile kulstof-14-atomer. Da kulstof-14 er ustabilt og derfor gradvis omdannes til andre isotoper ved radioaktivt henfald, vil andelen af denne kulstofisotop gradvis falde i et (ganske veldefineret) eksponentielt aftagende tempo. Uafhængigt af ydre faktorer, kan man ud fra forholdet mellem de forskellige kulstofisotoper beregne hvor lang tid siden det er at materialet ophørte med at få tilført "frisk" kulstof-14, dvs. hvornår materialet "døde".
Oprindeligt blev dateringen gennemført ved måling af radioaktivt henfald, men denne metode var relativt upræcis, og desuden forbundet med en del statistisk usikkerhed. Præcisionen er blevet væsentligt forbedret med brug af massespektrometri, en teknik hvor man tæller de enkelte atomer i en given prøve. Denne teknik har også den fordel at man kan måle på en langt mindre prøve end hidtil, sådan at man kan nøjes med at bore et mindre hul i en knogle for at få det fornødne materiale, frem for at skulle destruere en hel lårbensknogle.

## Metodens indførelse i Danmark
Under studierejse i USA i 1947-48 lærte den tyskfødte Hilde Levi kulstof-14-metoden at kende. Nationalmuseet viste interesse for metoden og Hilde Levi tog initiativ til at opbygge et dateringsapparat, der – taget i brug i 1951 – blev det første af sin art i Europa.

## Fisk forårsager betydelig usikkerhed
Hvis oldtidens mennesker tilberedte fisk i et lerkar, kan man i dag ikke datere det præcist. Da fisk har et naturligt lavt indhold af kulstof 14, især fisk der levet i hårdt vand (vand med høj mængde kalk) har et lavt indhold af indhold af kulstof 14, da kalk ikke indeholder kulstof 14.
Det kan medføre til, at man har dateret danske stenalderbopladser op til 2000 år forkert. Det er blevet bevist ved, at en gruppe forskere tilberedte nyfanget fisk i en lerskål over et bål, som man også gjorde i stenalderen. De efterfølgende kulstof 14 prøver viste, at fiskene har været alt fra 500 til 2000 år gamle. Prøverne viste ikke kun, at fiskene blev dateret forkert, men lerskålen blev også dateret med en alt for høj alder.